# Sarenza
Sarenza S.A. – francuskie przedsiębiorstwo z siedzibą w Paryżu, zajmujące się e-handlem; specjalizuje się w sprzedaży butów i akcesoriów przez Internet. Klienci Sarenza mogą wybierać spośród kilkuset marek i dziesiątek tysięcy modeli obuwia, torebek i dodatków.
Firma została stworzona w 2005 roku przez Francisa Lelong, Yoan Le Berrigaud oraz Franka Zayan, a obecnie jest kierowana przez dwoje większościowych akcjonariuszy: Stéphane’a Treppoz oraz Hélène Boulet-Supau. W 2013 roku spółka zatrudnia ponad 180 pracowników.
Przed ekspansją na rynki zagraniczne, która nastąpiła w 2009 roku, Sarenza osiągnęła znaczący sukces na rynku francuskim.
W 2012 roku firma dostarczała zamówienia do 25 europejskich krajów oraz wprowadziła kilka stron internetowych przeznaczonych na rynki poszczególnych państw Europy.

## Historia
Francuska wersja strony ‘sarenza.com’ została założona we wrześniu 2005 roku. Od tej pory firma dynamicznie się rozwija się dzięki dwóm, udanym inwestycjom, wynoszącym w sumie 6 milionów euro, a następnie decyduje się podbić inne rynki europejskie.
W marcu 2007 troje założycieli spółki odeszło i została ona zrestrukturyzowana, stanowisko prezesa firmy objął Stéphane Treppoz a Hélène Boulet-Supau została dyrektorem naczelnym. Kolejnym krokiem, było podwyższenie kapitału spółki o 3 miliony euro by ułatwić jej dalszy rozwój i zachować przewagę konkurencyjną już osiągniętą na francuskim rynku. Miało to nastąpić poprzez: stworzenie nowoczesnego, w pełni zautomatyzowanego magazynu pod Paryżem oraz integracji międzynarodowego działu obsługi klienta. Półtora roku po zmianie zarządu spółka osiągnęła próg rentowności.
Celem ostatniej inwestycji w wysokości 3 milionów euro (kwiecień 2009) było finansowanie ekspansji na nowe, zagraniczne rynki. 2/3 tej kwoty pochodziły z prywatnych środków Stéphane’a Treppoz i Hélène Boulet-Supau.
7 kwietnia 2010 roku o godzinie 20:13 na stronie sarenza.com została sprzedana milionowa para butów.
W grudniu 2011 roku Stéphane Treppoz, prezes firmy oraz Hélène Boulet-Supau, dyrektor naczelna przejęli pakiet kontrolny akcji Sarenza, dzięki temu kontrolują obecnie ponad 80% kapitału Sarenza.
Na początku 2012 roku Sarenza stała się jednym z piętnastu najchętniej odwiedzanych sklepów internetowych we Francji według rankingu opublikowanego przez FEVAD (Fédération d’e-commerce et vente à distance) i Médiamétrie ze średnio 3,8 miliona unikalnych użytkowników miesięcznie podczas pierwszego kwartału 2012.

### Ekspansja międzynarodowa
Wprowadzenie pierwszej, zagranicznej strony internetowej Sarenza miało miejsce w październiku 2009 roku dla klientów w Wielkiej Brytanii. Następnie w grudniu 2010 roku wprowadzono stronę włoską oraz niemiecką. W pierwszym kwartale 2011 roku, Sarenza otworzyła stronę na rynek hiszpański i holenderski, a rok później, w marcu 2012, stronę polską oraz europejską pozwalającą dostarczać zamówienia do wielu państw Europy północnej i wschodniej.

### Sarenza w Polsce
Polska strona sarenza.pl została stworzona w 2012 roku, na wzór jej francuskiego odpowiednika. Sarenza w Polsce oferuje swoim klientom kilkadziesiąt tysięcy modeli obuwia i akcesoriów ponad 550 marek, których liczba sukcesywnie rośnie. Zdaniem Stéphane’a Treppoz, polski rynek ze względu na swoją wielkość ma ogromny potencjał. Sukces sarenza.pl można przypisać ogromnej ofercie sławnych, światowych marek, których dostępność w Polsce, poza dużymi miastami, jest ograniczona. Miarą sukcesu Sarenza może być fakt, że na powtórny zakup decyduje się ponad 95% klientów. Sklep w swojej ofercie posiada również marki na wyłączność, niedostępne nigdzie indziej oraz posiada certyfikat bezpieczeństwa Trusted Shops chroniący kupujących. Dwa razy do roku Sarenza organizuje w Polsce eventy, których celem jest zaprezentowanie aktualnych kolekcji Wiosna-Lato oraz Jesień-Zima.

## Sarenza w liczbach
W 2010 roku Sarenza osiągnęła obroty w wysokości 80 milionów euro, które czterokrotnie przewyższały obroty osiągnięte w 2008 roku oraz dwudziestokrotnie te z roku 2006.
W 2011 roku obroty firmy przekroczyły 100 milionów euro.

## Asortyment
W czerwcu 2012 Sarenza osiągnęła kolejny kamień milowy wraz ze sprzedażą 6 milionów par butów od czasu powstania firmy.
W 2012 roku w magazynie firmy o powierzchni 18 000 m² znajdowało się ponad milion artykułów.

## Model biznesowy
Sarenza to pierwszy, francuski sklep online specjalizujący się wyłącznie w sprzedaży jednego typu artykułów jakim jest obuwie. Firma została stworzona na wzór Zappos.com, największej strony internetowej na świecie, zajmującej się sprzedażą butów.
Od powstania firmy jej koncepcja pozostaje niezmienna i opiera się na ogromnym asortymencie produktów: ponad 620 marek i 40 000 modeli obuwia i akcesoriów męskich, damskich, dziecięcych oraz na rozbudowanej obsłudze klienta:
- Sarenza oferuje bezpłatną dostawę wszystkich zamówień powyżej 200 PLN oraz darmowy zwrot zamówienia. Wszystkie dostawy są realizowane za pośrednictwem firmy UPS.
- Klienci Sarenza mają również 100 dni na dokonanie bezpłatnej wymiany zamówionego towaru.

## Infrastruktura
Główna siedziba Sarenza mieści się w centrum Paryża, we Francji. Natomiast wszystkie zamówienia, zarówno do Francji, jak i do pozostałych krajów europejskich są wysyłane z magazynu firmy znajdującego się w Beauvais, zarządzanego przez spółkę ADS, będącą partnerem logistycznym spółki od 2010 roku.

## Nagrody i wyróżnienia
Od swojego powstania w 2005 roku Sarenza jest laureatem różnorodnych nagród, wśród których można wymienić:
- Tytuł dla najlepszej internetowej strony związanej z modą, podczas piątej edycji konkursu „Nuit des Favor’i” organizowanej przez FEVAD pod koniec 2011 roku. Nagroda ta jest przyznawana przez internautów[23].
- W styczniu 2012 Sarenza znalazła się w rankingu „Great Place To Work 2012”[24] oraz otrzymała nagrodę „FAVOR’I DU JURY 2012” przyznawaną przez FEVAD. W marcu tego samego roku Sarenza zdobyła swoją pierwszą, międzynarodową nagrodę dla najlepszej, zagranicznej strony internetowej w ramach „E-commerce Awards Madrid”[25]. We wrześniu 2012 roku, również w Madrycie Sarenza otrzymała nagrodę dla najlepszego, międzynarodowego sklepu online w ramach „E-awards Duo Madrid 2012”[26]. Natomiast dwa miesiące później, we Francji, została wybrana najlepszą stroną internetową związaną z modą przez FEVAD[27].

## Wydarzenia

### Bieg na Szpilkach
W 2008 roku Sarenza wprowadziła we Francji „Bieg na szpilkach” pod oryginalną nazwą „Championnat National de Course en Escarpins”, podczas której 32 drużyny, składające się z 3 kobiet w szpilkach na co najmniej 8-centymetrowym obcasie rywalizują w sztafecie 3x60 metrów. Nagroda przewidziana dla zwyciężczyń to buty o wartości 3000 €. Od 2008 roku miały już miejsce 4 edycje tego konkursu.